# Old Dalby vasúti tesztpálya
Az Old Dalby vasúti tesztpálya (angolul: Old Dalby Test Track) egy Közép-Angliában működő vasútvonal, amelyen az angol vasutak számára épített szerelvények próbafutásait bonyolítják.

## Elhelyezkedés
Közép-Angliában, Nottingham déli előterében helyezkedik el. A vonal a várostól délkeleti irányban fut, majd Melton Mowbray állomásnál csatlakozik a Birmingham felé tartó vasútvonalhoz. A vonal 80-100 méter közötti tengerszint feletti magasságban, enyhén hullámzó dombvidéken vág át. A vonal futása akár vadregényesnek is nevezhető, az erdők és bevágások mellett négy alagút is található rajta. A vonalból napjainkban 21 kilométer járható.

## Története

### Vasúti fővonalként
A szakaszt az 1870-es évek közepén kezdte építeni a Midland Railway társaság, hogy a Nottingham és Dél-Anglia közötti távolságot lerövidítsék, illetve hogy a túlterhelt Trent Junction csomópontot elkerülhessék. A pálya eredetileg kétvágányú volt. A vonalat 1879 novemberében nyitották meg a teherforgalom számára. A személyszállító vonatok csak néhány hónappal később, 1880. november 2-től haladhattak át ezen a szakaszon. A vasútvonal kezdettől fogva tranzitvonalnak számított, a saját állomások forgalma kevés volt.
A vonal életének csúcspontja az 1940-es évek első felében érkezett el. A második világháborút vívó brit hadsereg 1942-ben Old Dalby településen nagy méretű logisztikai központot létesített, amelynek kiszolgálásához egy négy vágányos teherpályaudvart építettek a település határában. Később ide telepítették a nagy méretű gépek, sérült harci repülők, nélkülözhetetlen berendezések javítását végző alakulatot is. A javító- és raktárbázis igencsak fellendítette a vonal forgalmát, az 1940-es évek első felében napi rendszerességgel haladtak át ezen a szakaszon a legkülönfélébb rakományt szállító vonatok.
A második világháború generálta forgalom azonban csak ideiglenesen fedte el, hogy a vasútvonalra ekkor már nem volt szükség. A forgalom csökkenése miatt 1948-'49-ben az állomások többségén megszüntették vagy a személyforgalmat, vagy a tehervonatok kiszolgálását. Az egyre kihasználatlanabb vonalszakaszt az angol kormány 1960-as években végrehajtott vasúti reformja során felszámolásra jelölték. 1968 utolsó hónapjaira az összes még működő állomást megszüntették, majd a vonalat bezárták. Az üzemszünet alig néhány hónapig tartott, az Old Dalbyban még mindig működő katonai bázis kiszolgálására 1969-ben újból használhatták tehervonatok a pálya déli szakaszát. A Nottingham déli határában futó vonalszakaszt azonban véglegesen felszámolták. A síneket felszedték, helyükön elővárosi utat építettek.

### Vasúti tesztpályaként

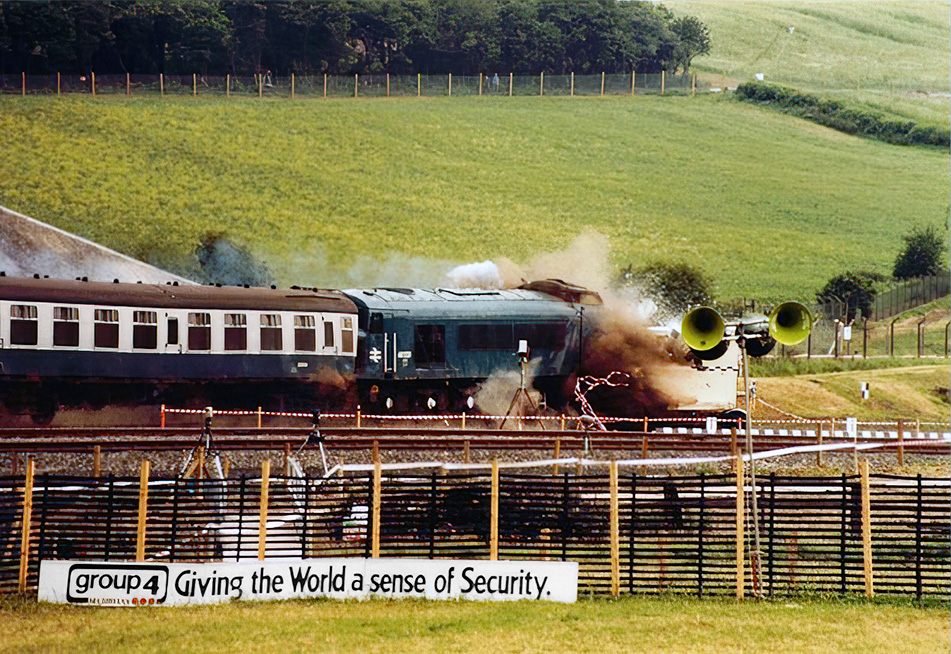
Kísérlet Old Dalby állomáson 1984-ben

Az iparvágánnyá lefokozott Old dalby-i vonal nem sokáig állt kihasználatlanul. Az angol vasút már 1968-ban keresni kezdte azt a vasútvonalat, amelyen a gázturbinás kísérleti vonatát kipróbálhatta volna. Az old dalby-i szakasz ideálisnak tűnt e célra, így azt rövid idő alatt átalakították. Egyes szakaszokon eltávolították a második vágányt, a szakasz északi és déli részén pedig a körüljárást lehetővé tevő kitérőket telepítettek. Szintén elbontották a vasútállomások peronjait, ugyanakkor megmaradtak az állomásépületek. A megmaradó síneket megerősítették, hogy azok el tudják viselni a nagy tömegű és nehéz szerelvények által jelentett terhelést is. A szakasz közepén elhelyezkedő Old Dalby állomást irányítóközponttá építették át. 1970. július 8-án a vonal megmaradt déli szakaszát a Brit Vasúti Kutatóintézet kísérleti vasútjaként nyitották meg újra.
A gázturbinás APT vonat próbamenetei 1973-ban kezdődtek. 1976-ban az APT 231 km/h-ra gyorsult Old Dalby közelében. Az gázturbinás vonat sikeres kísérletei után sem maradt munka nélkül a tesztközpont. 1982-ben villamosították a pályát, így azon már villanyvontatású szerelvények is futhattak. A brit vasúton használt mozdonyok és motorkocsik próbameneteit rendszerint ezen a pályaszakaszon végezték. Nem pusztán járműveket, hanem biztonsági berendezéseket, technikai újításokat is teszteltek Old Dalbyban. A vonal életének leglátványosabb pillanatai az ún. töréstesztek voltak. Ezek közül a legnagyobb figyelmet egy 1984-es kísérlet kapta, amikor egy 160 km/h-val száguldó vonatot egy nukleáris fűtőanyag szállítására használt konténerrel ütköztettek.
1997-ben a konzervatív kormányzat privatizálta a vasúti kutatóintézetet. Az Old dalby-i létesítményt 1998-ban a Serco Railtest Limited nevű magánvállalat vásárolta meg, de hosszú hónapokig bizonytalan volt a vonal sorsa. Erre az időre a pálya állapota igen leromlott, a vonalon elérhető legnagyobb sebesség mindössze 90 km/h volt. A Serco 2000-ben végül a vasúti piac felpezsdülése után szánta rá magát a cselekvésre: 2000-ben a pályát lezárták és teljesen újjáépítették, a tesztközpontot Old Dalbyból a vonal déli részén fekvő Asfordby állomására telepítették át. 2001. július 7-én a angol Pendolino vonatok tesztjével kezdődött meg az új üzem. 2003-ban végeztek az ETCS vonatbefolyásoló rendszer telepítésével. Az új évezred kezdetének fellendülése után a pálya ismét kihasználatlanul áll, így a létesítmény felszámolása ismét kézzel fogható közelségbe került. A megmentő ezúttal a brit főváros új metrószerelvényei számára tesztpályát kereső Metronet volt, amely 2007-ben hosszú távra bérbe vette az Old dalby-i vaspályát.

## Fordítás
Ez a szócikk részben vagy egészben az Old Dalby Test Track című angol Wikipédia-szócikk ezen változatának fordításán alapul.  Az eredeti cikk szerkesztőit annak laptörténete sorolja fel. Ez a jelzés csupán a megfogalmazás eredetét és a szerzői jogokat jelzi, nem szolgál a cikkben szereplő információk forrásmegjelöléseként.